# U.S. Camel Corps

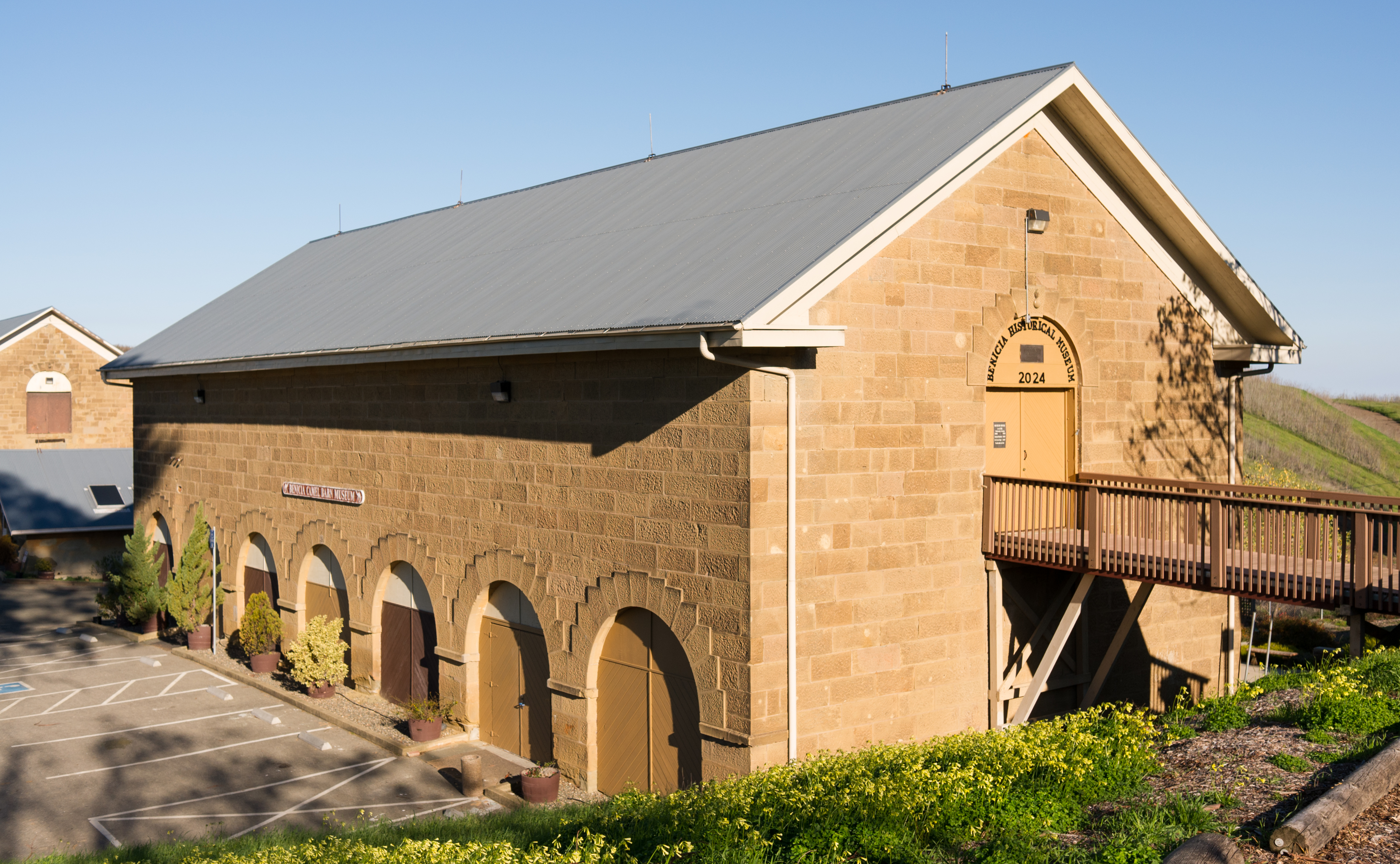
Kamelställe in Benicia, Nordkalifornien. Die 1855 zunächst als Warenlager errichteten Gebäude wurden nur kurze Zeit für die Unterbringung von Kamelen genutzt, da das Camel Corps bereits nach Ende des Sezessionskrieges wieder aufgelöst wurde. Heute ist in dem abgebildeten Gebäude das Benicia Historical Museum untergebracht.

Das U.S. Camel Corps war ein 1856 aufgestellter, mit Kamelen ausgerüsteter Nachschubverband der United States Army. Trotz anfänglicher Erfolge der im  Südwesten der Vereinigten Staaten eingesetzten Tragtiere zeigten sich schon von Beginn des Experimentes an Probleme im Einsatz der Kamele zusammen mit anderen Packtieren wie Pferden und Maultieren. Nach dem Ende des Amerikanischen Bürgerkrieges wurde das Camel Corps aufgelöst und die verbleibenden Kamele an Privatpersonen versteigert.

## Geschichte

### Die Gründung des Verbandes

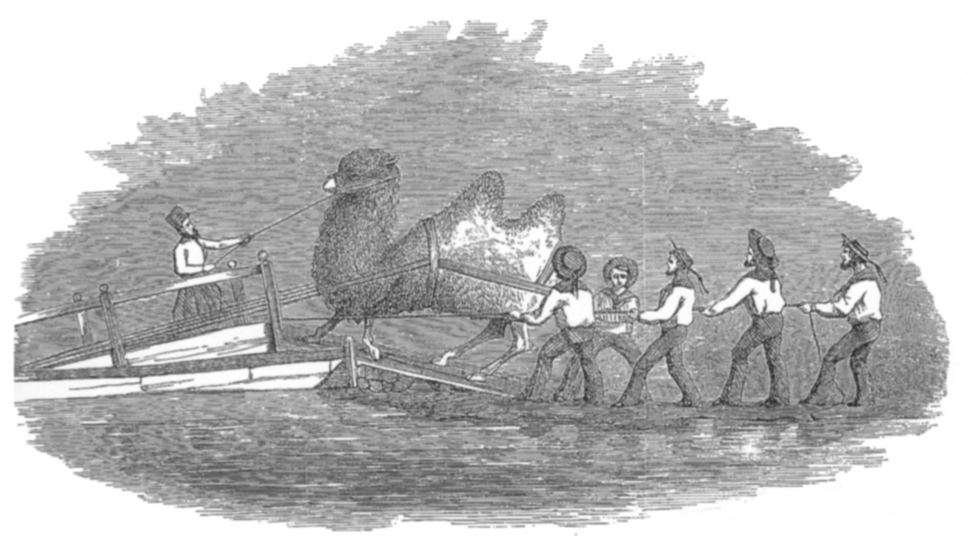
Verladung von Kamelen (engl. Embarkation [sic] of Camels), Illustration von Gwinn Heap für einen Bericht von Jefferson Davis an den amerikanischen Kongress aus dem Jahr 1857.

Die Idee des Einsatzes von Kamelen im Rahmen der United States Army geht auf George H. Crosman, einem Offizier des United States Army Quartermaster Corps, zurück. Crosman war davon überzeugt, dass Kamele sich in heißen und trockenen Regionen der Vereinigten Staaten besser für den Transport von Packlasten eigneten als Pferde und Maultiere. Crosmans Freund Henry C. Wayne, der ebenfalls als Offizier im Quartermaster Corps diente, nahm Kontakt zu Jefferson Davis auf, der dem Kongress der Vereinigten Staaten 1852 in seiner damaligen Position als Secretary of War einen Bericht zu dem Thema vorlegte. In seinen Ausführungen an den Kongress schrieb Davis,
„Für militärische Zwecke, für Eilbeförderungen, für die Aufklärung und für den Transport würde das Kamel ein Hindernis aus dem Weg räumen, das den Wert und die Effizienz unserer Truppen an der westlichen Grenze zur Zeit in hohem Maße einschränkt.“
Davis überzeugte die Kongressabgeordneten davon, dass Kamele ideal für den Einsatz im amerikanischen Südwesten waren, und sich das furchteinflößende Aussehen der Tiere zudem positiv auf den Kampf mit den im Südwesten lebenden Indianerstämmen auswirken würde.
Im Jahr 1855 stellte der Kongress eine Summe von 30.000 US-Dollar für die Anschaffung von Kamelen zur Verfügung. Mit diesem Geld wurden in Ägypten und dem Osmanischen Reich die ersten 33 Kamele für die U.S. Army gekauft. Im Sommer 1856 kamen die Tiere nach einer dreimonatigen Schiffspassage in Indianola, Texas, an.

### Erster Einsatz des U.S. Camel Corps und Probleme
Bei den nach Amerika verschifften Kamelen handelte es sich um Dromedare und Trampeltiere. Während die einhöckrigen Dromedare im Einsatz als Reittiere eine schnellere Geschwindigkeit erreichen konnten, eigneten sich die zweihöckrigen Trampeltiere aufgrund ihrer höheren Belastbarkeit besser zum Tragen von Lasten.
Eine erste Erprobung dieser Eigenschaften fand im Jahr 1857 unter der Führung von Edward F. Beale statt. Beale, erster Kommandant des U.S. Camel Corps, hatte sich im Mexikanisch-Amerikanischen Krieg ausgezeichnet und war ein ausgezeichneter Kenner des amerikanischen Südwestens. Unter seiner Führung bestand die Aufgabe des Verbandes darin, eine Planwagen-Route zwischen Fort Deviante in New Mexico und Fort Tejon nördlich von Los Angeles zu erschließen. Die Verbindung sollte den Westen mit dem Osten des Landes verbinden und war das Resultat einer Petition von sechzigtausend Siedlern an den Kongress der Vereinigten Staaten.
Der erste Einsatz der Kamele bestätigte weitestgehend die in sie gesetzten Hoffnungen. Die Tiere widerstanden den extremen Wetterbedingungen, trugen große Mengen an Wasser und Proviant für die begleitenden Soldaten und schienen selbst vom Schnee in der Sierra Nevada unbeeindruckt. Zugleich zeigten sich aber auch Probleme, die nur schwer in den Griff zu bekommen waren. Mitgeführte Pferde und Maultiere konnten sich nur schwer an den intensiven Geruch der Kamele gewöhnen und zeigten bisweilen heftige Reaktionen, wenn sie den fremdartigen Tieren zu nahe kamen. In regelmäßigen Abständen rissen Kamele aus und konnten nur mit Mühe wieder eingefangen werden; zeitgenössische Berichte legen zudem nahe, dass die von den störrischen Kamelen alles andere als begeisterten Kavalleristen nicht immer den nötigen Eifer an den Tag legten, um die Tiere wieder zur Truppe zurückzubringen. Die Indianer schließlich waren von den Tieren keineswegs eingeschüchtert, sondern betrachteten sie als wertvoll genug, um sie zu stehlen.

### Das Ende des Camel Corps
Mit dem Ausbruch des Amerikanischen Bürgerkrieges und den Verbesserungen der allgemeinen Transportbedingungen durch den Ausbau von Eisenbahnstrecken war das Ende des Experimentes schon nach wenigen Jahren eingeleitet. Das U.S. Camel Corps geriet weitestgehend in Vergessenheit und die nach Kriegsende übriggebliebenen Tiere wurden in Auktionen an private Eigner versteigert. Edward Beales Lieblingstier, ein weißes Dromedar mit dem Namen „Seid“, starb in einem Kampf mit einem anderen Kamel. Seine Knochen werden bis heute in einem Museum der Smithsonian Institution ausgestellt. Sichtungen von entlaufenen Exemplaren gab es noch bis in die erste Hälfte des 20. Jahrhunderts; in freier Wildbahn lebende Tiere wurden 1919 schließlich für ausgestorben erklärt.